# Oscar Robert Henschel
Oscar Robert Alexander Ernst Henschel (* 1. September 1899 in Kassel; † 9. Februar 1982 in Küsnacht (Schweiz)) war ein deutscher Ingenieur, Unternehmer und letztes Familienmitglied in der Unternehmensführung von Henschel & Sohn in Kassel.

## Leben
Oscar Robert Henschel wurde als Sohn von Karl Henschel (1873–1924) und dessen Frau Wilhelmine, geb. Martin (1879–1924) in Kassel geboren. Nach dem Besuch einer Privatschule machte er 1917 das Notabitur am Wilhelmsgymnasium Kassel und trat in den Kriegsdienst ein, den er 1918 im Rang eines Leutnants beendete.
Nach dem Krieg studierte Henschel an der TH Darmstadt, in München und Frankfurt (Main).
1927 übernahm er als Generaldirektor die Leitung von Henschel & Sohn, seit 1920 als GmbH firmierend.
Henschel war von 1936 bis 1954 mit Irene Elisabeth Margarete (1917–1974), geborene von Siemens, verheiratet und hatte mit ihr vier Kinder. Sie war eine Urenkelin des Siemens-Gründers Werner von Siemens. Eine zweite Ehe ging er 1960 mit Lieselotte, geb. Wittig, (1929–2008) ein.
Oscar Robert Henschel verbrachte seinen Lebensabend in Küsnacht am Zürichsee in der Schweiz. Er wurde auf dem Hauptfriedhof in Kassel beerdigt.

## Unternehmensführung
Henschel übernahm Ende der 1920er die Firma in einer wirtschaftlich schwierigen Zeit. Diese war einerseits geprägt vom Verkauf von Beteiligungen an der Essener Steinkohlenbergwerke AG sowie der Henrichshütte in Hattingen. Andererseits forcierte er den Fahrzeugbau mit der Herstellung von Lastkraftwagen und Omnibus-Fahrgestellen, wobei nach wie vor der Bau von Dampflokomotiven die Produktion dominierte.
Zum 1. April 1933 trat Oscar Robert Henschel in die NSDAP ein (Mitgliedsnummer 1.804.626) und war für die Partei im Kasseler Gemeinderat vertreten. Insbesondere durch Rüstungsaufträge wuchs das Unternehmen, das nun wie schon im Ersten Weltkrieg auch Panzer und Geschütze herstellte. 1933 wurden zudem die Henschel Flugzeug-Werke (HFW) mit Produktionsstätten in Berlin-Johannisthal und Schönefeld gegründet, sowie 1936 in Altenbauna die Henschel Flugmotorenbau.
Nach dem Zweiten Weltkrieg und dem Wiederaufbau stagnierte insbesondere der Bau von Dampflokomotiven, wobei Oscar Robert Henschel durch Übernahme der Waggon & Maschinenbau GmbH Hamburg, deren Schwerpunkt auf Bau und Reparatur von Schiffs-Dieselmotoren lag, die Kompetenz zum Bau von Diesellokomotiven stärken wollte. Dieses Vorgehen war jedoch nicht von Erfolg gekrönt, ebenso Lokomotivgeschäfte mit Afrika und Indien, die wie der Verkauf der WUMAG zu Millionenverlusten führten.
Die schlechte Geschäftslage, auch aufgrund ausbleibender Rüstungsaufträge der neugegründeten Bundeswehr, führte 1957 zur Insolvenz, in deren Verlauf Oscar Henschel seiner Aufgaben enthoben wurde.

## Ehrungen und Auszeichnungen
Nach Henschel war der Oscar-Stollen in der 1953 geschlossenen Zeche Heiligenberg benannt.
Henschel erhielt folgende Auszeichnungen:
- 1953 Bundesverdienstkreuz[9]
- 1953 Ehrensenator der Technischen Universität Braunschweig[10]